# Krasnîi Derkul, Stanîcino-Luhanske
Krasnîi Derkul (în ucraineană Красний Деркул) este un sat în comuna Krasna Talivka din raionul Stanîcino-Luhanske, regiunea Luhansk, Ucraina.

## Demografie
Componența lingvistică a localității Krasnîi Derkul
     Rusă (79,15%)
     Ucraineană (20,85%)
Conform recensământului din 2001, majoritatea populației localității Krasnîi Derkul era vorbitoare de rusă (79,15%), existând în minoritate și vorbitori de ucraineană (20,85%).